# Abdul Hamid
Abdul Hamid (tiếng Bengal: আব্দুল হামিদ; sinh ngày 1 tháng 1 năm 1944) là chính trị gia Bangladesh, giữ chức Tổng thống Bangladesh. Hamid tuyên thệ nhậm chức Tổng thống vào ngày 22 tháng 4 năm 2013
Hamid đã kết hôn và ông có ba con trai và một con gái